# Aglaophenia acanthocarpa
Aglaophenia acanthocarpa är en nässeldjursart som beskrevs av George James Allman 1876. Aglaophenia acanthocarpa ingår i släktet Aglaophenia och familjen Aglaopheniidae. Inga underarter finns listade i Catalogue of Life.